# Луций Аврелий Гал (консул 198 г.)
Вижте пояснителната страница за други личности с името Луций Аврелий Гал.
Луций Аврелий Гал (на латински: Lucius Aurelius Gallus) e римски политик и генерал от 2 и 3 век.

## Биография
Той е син на Луций Аврелий Гал (консул 174 г.) и внук на Луций Аврелий Гал (суфектконсул 146 г.).
През 193 г. Аврелий Гал e легат на легион при император Септимий Север в Панония. През 198 той става консул заедно с Публий Мартий Сергий Сатурнин. От 202 до 205 г. e легат Августи на провинцуя Долна Мизия.